# イヴホス島
イヴホス島 (イヴホスとう、Ivuhos、Ibugos、Ibujos、Vuhus、Ibahos)はフィリピンのルソン島北部にあるバタン諸島の島。サブタン島の西2kmほどの位置に隣接しており、さらに西にデケイ島が存在する。
イヴホス島は小さく、南部の丘を除きおおむね標高も低い。丘に面する東部の珊瑚の浜が唯一の安全な上陸地点である。水路両岸は珊瑚礁に囲まれている。
現在は無人島となっているが、1900年代初期のアメリカの測量によると島内南端部に住民か居住していたとされる。
1830年、岡山から江戸に向かっていた神力丸が嵐で漂流し、イヴホス島に流れ着いている。漂流者はその後現地住民に救助され、長崎に帰還している。

## 地理
イヴホス島は海底からそりたつ珊瑚石灰岩から構成されており、高さは60m以上ある。これらは島を囲み、東岸を除いて海岸周辺の砂浜や小さな礁湖の海岸から緩やかに上昇しており、2kmしか離れていないものの300mの集塊岩の崖を持つサブタン島とは対照的である。イヴホス島の表面はなだらかであり、池などは存在するものの、川やそれに由来する構造は存在しない。原因の一つは地質が可溶であるため地下空間で水が移動できるためであるが、島が形成したのが比較的近年であり川による地形形成のための時間がなかったことも理由である。土壌は石灰岩よりも火山灰が多いと見られる。
フィリピン火山地震研究所 (PHIVOLCS)はイヴホス島をフィリピンの休火山として分類している。
島から5km西に無名の海底火山が存在し、この火山が最後に噴火したのは1854年である。この海山は海面下24mの位置まで上昇した。

## 註
1. 1 2  "Batan Island Map, U.S. Army Corps of Engineer". University of Texas at Austin Library. Retrieved on 2011-06-03.
2. 1 2  "Unnamed Volcano". Global Volcanism Program. Retrieved on 2011-06-03.
3. 1 2 3  "About Batanes". Batanes Official Website. Retrieved on 2011-06-03.
4. 1 2  U.S. Coast and Geodetic Survey. "United States Coast Pilot, Vol. 1", p.40. Washington Government Printing Office, 1919.
5. ↑  Ferguson, Henry G. (1908-02). "The Philippine Journal of Science, Vol.3 Part 1", p.12. Manila Bureau of Printing, 1908.
6. ↑  (2008-07-30). "Inactive volcanoes of the Philippines, Part 3". PHIVOLCS. Retrieved on 2011-06-03.